# Усть-Суми
Усть-Суми (рос. Усть-Сумы) — село у Каргатському районі Новосибірської області Російської Федерації.
Входить до складу муніципального утворення Сумінська сільрада. Населення становить 80 осіб (2010).

## Історія
Згідно із законом від 2 червня 2004 року органом місцевого самоврядування є Сумінська сільрада.

## Населення
| 2002 | 2007 | 2010 |
| ---- | ---- | ---- |
| 177  | ↘141 | ↘80  |